# Haroldo Cordón
René Haroldo Cordón Chacón (Zacapa; 15 de abril de 1939-Ciudad de Guatemala; 20 de febrero de 2022) fue un jugador y entrenador de fútbol guatemalteco. Es primo del badmintonista Kevin Cordón.

## Trayectoria
Debutó en la Liga Nacional de Guatemala con el Quiché en 1959; luego pasó al Aurora, ganando varios títulos y Cementos Novella, dando fin a su carrera cuando este equipo desapareció por perder a su principal patrocinador.
Dirigió a la selección de Guatemala en la Copa de Oro de la Concacaf 1991, quedando en fase de grupos. También entrenó a los equipos de Cobán Imperial, Zacapa, Cubulco Real Motagua, Sanarate y Tipografía Nacional. En Honduras, estuvo con los equipos de Platense y Vida.

## Selección nacional
Sólo disputó dos juegos con la selección de Guatemala, ninguno de ellos del Campeonato de Naciones de la Concacaf de 1967, pero fue parte del plantel ganador.

### Participaciones en Campeonatos Concacaf
| Copa                                          | Sede     | Resultado | Partidos | Goles |
| --------------------------------------------- | -------- | --------- | -------- | ----- |
| Campeonato de Naciones de la Concacaf de 1967 | Honduras | Campeón   | 0        | 0     |

## Clubes
| Club             | País      | Año       |
| ---------------- | --------- | --------- |
| Quiché           | Guatemala | 1959-1963 |
| Aurora           | Guatemala | 1963-1970 |
| Cementos Novella | Guatemala | 1970-1973 |

## Palmarés

### Títulos nacionales
| Título                    | Equipo | País      | Año     |
| ------------------------- | ------ | --------- | ------- |
| Liga Nacional             | Aurora | Guatemala | 1964    |
| Liga Nacional             | Aurora | Guatemala | 1966    |
| Liga Nacional             | Aurora | Guatemala | 1967-68 |
| Copa Nacional             | Aurora | Guatemala | 1967-68 |
| Copa Campeón de Campeones | Aurora | Guatemala | 1968    |
| Copa Nacional             | Aurora | Guatemala | 1968-69 |

### Títulos internacionales
| Título                                | Equipo    | Sede     | Año  |
| ------------------------------------- | --------- | -------- | ---- |
| Campeonato de Naciones de la Concacaf | Guatemala | Honduras | 1967 |